# わが青春のイレブン
『わが青春のイレブン』（わがせいしゅんのいれぶん）は、1979年7月21日に公開された日本の青春映画。主演：永島敏行・監督：降旗康男。家城プロダクション製作・東映セントラルフィルム配給。
1976年2月に亡くなった家城巳代治監督が、闘病中に家城久子（いえきひさこ）夫人の協力で書き上げた同名の遺稿シナリオの映画化。シナリオは家城没後、久子未亡人の手で小説化され、集英社文庫に収められている。家城を偲ぶ関係者の熱望の結晶として映画化されたといわれる。監督は家城の弟子とされる降旗康男が務めたほか、家城ゆかりの江原真二郎、中原ひとみ夫妻らが応援出演を買って出た。高校のサッカー部を舞台に、スポーツにかけた友情と応援する女子学生との愛を描くが、当時はマイナー競技だったサッカーを題材とした珍しい商業映画でもある。
歌手デビュー前の田原俊彦がギタリスト役として出演している。

## ストーリー
サッカーに青春を賭けた高校生・矢吹健一（永島敏行）、片岡豊（山岡健）、谷川文夫（森谷泰章）は、サッカー名門校の部員。坂口理恵（田中エリ子）にほのかな愛情を抱くが、谷川が病で死んでから矢吹は練習を休み不良と付き合うようになった。

## 出演者
- 矢吹健一：永島敏行
- 黒住：吉田次昭
- 片岡豊：山岡健
- 谷川丈夫：森谷泰章
- 石戸太郎：柏原貴
- 津川：蓜島利治
- 本山：伊吹信一郎
- 沢木：沢井功
- 島村：平山敏明
- 赤岡：川﨑麻世
- 大友進：佐久間宏則
- 久保光夫：石井茂樹
- 谷川有子：斉藤とも子
- 坂口理恵：田中エリ子
- 大木奈々：竹田かほり
- 小島守：森下龍二
- 大月：みずのこうさく
- 森：小松陽太郎
- 桐原博：梅地徳彦
- 橋場：大川浩二
- 川端：中原ひとみ
- 吉村：森愛
- 教頭：永井秀明
- 教務主任：桑山正一
- サッカー部長：登石雋一
- 矢吹倉太郎：江原真二郎
- 矢吹俊二：佐藤宏之
- 片岡の姉：原あけみ
- 森の母：板倉省子
- 黒住の母：谷本小夜子
- スナックのママ：柳生尚美
- ウエイトレス：橋本美砂子
- 非行グループA：新井久
- 二年A組女子A：賀川ひとみ
- 看護婦：里見和香
- 事務員：今村恒美

## スタッフ
- 監督：降旗康男
- 企画：いえきひさこ（家城久子）[1]
- 原作：いえきひさこ
- 脚本：家城巳代治
- 脚色：いえきひさこ
- 製作：いえきひさこ・堀江英雄・笠置正邦・三堀篤
- 撮影：佐藤昌道
- 美術：秋田谷宣博
- 音楽プロデューサー：西崎義展
- 主題歌「季節の中の魚たち」（歌：青山孝・作詞：阿久悠・作曲：青山孝）[9]
- 録音：小松忠之
- 照明：平田光治
- 編集：千蔵豊
- 助監督：山野辺勝太郎
- スチル：加藤光雄
- 製作協力：東映・オフィスアカデミー
- 後援：日本サッカー協会

## 製作
スポーツ映画はアメリカでは、特に1970年代から『ロンゲスト・ヤード』や、『がんばれ!ベアーズ』『ローラーボール』『ロッキー』『スラップ・ショット』『天国から来たチャンピオン』『インターナショナル・ベルベット 緑園の天使』『リトル・モー』『アイス・キャッスル』『パラダイス・アレイ』など、色々なスポーツに材を取って盛んに作られ、ヒット作や内容を評価される映画も多く、日本の映画会社もこれを真似て多くのスポーツ映画を製作した。東映でも1976年に当時の岡田茂社長が"健全喜劇・スポーツ映画路線"を敷いて、『ラグビー野郎』などを製作したが、ことごとくコケ、すぐに撤退し、日本ではスポーツ映画は当たらないが定説になっていた。このような状況下で、サッカーを主題とする映画の製作はリスキーであるが、製作が決まった経緯は1979年3月15日に東映本社8階会議室で行われた製作発表会見で出席者が話した内容で推察できる。

### 企画
登石雋一東映企画本部長は「流通チャンネル、製作資金の問題で、真面目な作品をどう生かすかが課題だが、この作品のテーマに共鳴した西崎プロデューサーが資金を全額並びに音楽プロデューサーとしても全面協力されることになり、また家城監督を偲ぶ会、日本サッカー協会、清水晶氏ら故人の多くの友人の協力で映画化が決定しました。新しい青春映画の芽生えとして私共もお手伝いし、感動させたいと思っています」、家城久子は「製作と配給を東映さんにお願いしたのは家城のリリカルなタッチと、東映のダイナミックなタッチがミックスすれば青春映画のいい作品が作れると考えたからです。原作を読んで映画化を勧めてくれた若い人たちの期待に応えられるような作品にしたい」、オフィスアカデミー・西崎義展代表は「登石さんからぜひ実現したい企画があるんだがと相談を受け、本を読んでこの青春ドラマに共鳴した。『ヤマト』も10代の若い人を主人公にした作品だが、相通ずるものがある」、降旗康男監督は「奥さんのどうしても映画化いたいという熱意で最初は奥さん自身で監督するという話もあった。故家城監督に見られても恥ずかしくないような作品にしたい」などと話した。また「1979年3月19日クランクイン、4月20日クランクアップを予定、公開は洋画系を含めた新しいサーキット（東映シネマサーキット）で1979年7月中旬公開予定。製作費5000万円」等と発表された。本来、映画会社の企画本部長は、映画の製作を最終的に決定出来るほど強い権限を持つものだが、東映が1円も出資しないことから、岡田社長に企画を蹴られたものと見られ、どうしても登石が作りたかった映画と見られる。「製作費を『宇宙戦艦ヤマト』で大儲けした西崎氏が出資し、自ら音楽担当もやるという熱の入れようだ」と書かれたものがあることから、西崎が作品を気に入り、製作決定に至ったと考えられる。登石は本作製作後、東映の傍系会社に転任している（後任企画本部長は高岩淡）。
本作が公開された1979年は、アメリカのスポ根映画の大攻勢が予想されたことから、映画関係者は「東映が1975年にアメリカのパニック映画に対抗して『新幹線大爆破』を作ったように、今度は朝令暮改の東映が『わが青春のイレブン』でアメリカのスポ根映画を迎え撃とうとしている」と揶揄した。「果たして従来のスポ根路線から脱皮しえているかどうか?鳴物入りのTCC（東映シネマサーキット）方式による目玉作品として宣伝しているものの、TCC自体どこまで本気なのか、疑わしい」などと評し、東映映画と捉えていた。

### キャスティング等
当時はフリーの降旗康男が映画化の相談を最初に受けたのは1977年夏。家城の遺稿は未完成稿であったため、降旗は「現代の青春群像として映画化するなら、登場人物たちが新鮮さを失わないうちに、出来るだけ早く映画化した方がいいですよ」などとアドバイスし、一番いいのは家城の未亡人・家城久子が監督するのが最善とは思ったが、当時の日本映画を取り巻く環境でそれは不可能で、製作は進展しなかった。1978年秋になって、家城が一時籍を置いた東映で映画化が決まった。当時の出身者も含めて東映時代に家城に助監督として就いたのは、降旗と佐藤純彌ぐらいしか残っておらず、降旗がちょうど『冬の華』の撮影を終えたところで、「いま身体が空いてるから降旗がやるのが早道だろう」と監督オファーされた。降旗が家城に助監で就いたのは『裸の太陽』『素晴らしき娘たち』『逃亡』の3本。西崎義展が製作費5000万円を全額出資することになり、独立プロダクション作品としては まずまずの条件だが、大手映画会社の商業映画としては潤沢な予算といえないため、家城に縁のあるスタッフ・キャストが安いギャラで集結した。主役の永島敏行は「映画化されるなら出演させて下さい」と家城久子に話をしており、当時はひっきりなしに話題作の出演が続く若手売れっ子俳優。家城稿映画化という意味での永島の起用は映画を方向付けた。降旗は映画化に当たり、日本の学校教育の部活動のしごきや、何かやればすぐ停学処分になってしまう学校の在り方、中等教育の問題等を取り上げたいと考えた。

### 撮影
ジャニーズ事務所の映画製作が活発になるのは1980年代に入ってからだが、主題歌をフォーリーブス解散後の青山孝（青山孝史）が歌うほか、川﨑麻世と田原俊彦がライブパブ風の店のライブシーンで登場する。川崎は「サッカーをテーマにしたスポーツものっていうことで、激しく喜んでいたのに…結果テレビドラマ（『ナッキーはつむじ風』TBS）とのスケジュール調整がつかず、ほんのちょっと歌だけのゲスト出演になってしまった、残念!」と述べている。ジャニーズの取り込みは、当時東映が盛んに外部提携を進めていたことからと見られる。

## 興行
東京都内は新宿東映ホールと五反田シネマの二館のみの上映。地方の興行は不明。

## ソフト状況
ビデオは発売されず、2019年4月2日にハピネットからDVDが発売されている。